# Mesa/Boogie
Die Firma Mesa/Boogie, auch als Mesa Engineering bekannt, ist ein US-amerikanischer Hersteller von Verstärkern für E-Gitarre und E-Bass mit Sitz im kalifornischen Petaluma. Während für E-Gitarren die Verstärker ausschließlich in Vollröhrentechnik entwickelt und gefertigt werden, sind für den E-Bass zusätzlich auch Hybridverstärker mit Röhrenvorstufe und MOSFET-Endstufe erhältlich. Der Name „Boogie“ soll auf den Gitarristen Carlos Santana zurückgehen, der beim ersten Test eines Mesa-Verstärkers gesagt haben soll: “Man, that little thing really boogies!”

## Geschichte und Technik
Der typische, stark verzerrte Klang der Mesa/Boogies war zunächst das Resultat einer elektrisch falsch dimensionierten Vorstufe. Der Firmengründer Randall Smith (* 1946) war sich nicht sicher, ob die Ausgangsleistung der Vorverstärkerstufe ausreichend sei, und konstruierte diese mit vier Doppeltrioden (acht Trioden), von denen die ersten sieben Triodenstufen auch heute noch zur Verstärkung des Eingangssignals verwendet werden. Mesa/Boogie bezieht seine speziell mit einem „Mesa/Boogie“-Schriftzug versehenen Elektronenröhren überwiegend von der New Sensor Corporation.
Mesa Boogie hält mehrere Patente auf spezielle Verstärkerschaltungen (Multi Watt, Dyna Watt, SimulClass). 
Eine weitere Besonderheit der Geräte des amerikanischen Herstellers ist die Tatsache, dass sie über eine fest eingestellte Bias-Spannung verfügen. Bei herkömmlichen Röhrenverstärkern muss diese Spannung bei jedem Röhrenwechsel neu eingestellt und auf die neu verbauten Röhren angepasst werden. Die Änderung der Bias-Spannung ist bei Mesa/Boogie-Geräten nicht vorgesehen. So ist ein Wechsel der Endstufenröhren auch ohne Techniker möglich, solange man Röhren von Mesa Boogie verwendet. Dieses „Fixed Bias“-Feature wird kontrovers diskutiert, da ein Wechsel des Röhrenherstellers nicht ohne Modifikation des Gerätes oder Selektion der Röhren auf den Wertebereich der Mesa/Boogie-Röhren möglich ist.
Im Januar 2021 wurde Mesa/Boogie von der Gibson Guitar Corporation übernommen.

## Produkte

### Gitarrenverstärker

#### Mark-Serie
Die ursprünglichen Combo-Verstärker-Modelle der Mark-Serie basierten auf dem Layout eines Fender-Princeton-Gitarrenverstärkers und wurden nach und nach verfeinert und erweitert, sowohl durch Weiterentwicklung (I bis IV) als auch innerhalb einer Modellreihe als sogenannte Stripe Editions (blue, green und red). Die Mesa-Verstärker gelten bei Gitarristen inzwischen als legendär. So spielt zum Beispiel Carlos Santana noch heute einen 1972er-Mark-I, der seinen typischen, singenden Gitarrenton stark prägt. Zwei weitere kleine Röhrenverstärker, quasi Kopien des Mesa/Boogie, der Acoustic 165 (den ebenfalls Carlos Santana eine Weile benutzte) und der Jim Kelly, reichten zwar in der Klangqualität, aber nie bezüglich des Rufs an den „Mythos Mesa/Boogie“ heran.

##### Mark I
Bei der Entwicklung der Gitarrenverstärker verband der Mark I bei seiner Markteinführung 1971 eine wichtige Brücke zwischen der alten, traditionellen Bauweise und dem modernen Verstärkerbau. Auf dem Fender Princeton aufbauend, hatte dieser Verstärker einen unter Gitarristen hoch geschätzten Clean-Sound (reiner, unverzerrter Klang). Neue Klangvorstellungen der damaligen Zeit und der gewachsene Anspruch an Lead-Sounds (verzerrter Klang durch Übersteuern der Verstärkerstufen) verlangten jedoch eine neuere Verstärkertechnik, die sich auch den Bedingungen des Live-Betriebs anpassen musste. Der Gründer von Mesa Engineering, Randall Smith, erreichte dies, indem er eine zweite Vorstufe in den Vorverstärker (Pre-Amp) integrierte. Die erste Vorstufe kann die zweite Vorstufe so übersteuern, dass ein intensiver, verzerrter Klang bereits bei geringer Gesamtlautstärke entsteht. Der typische Boogie-Sound wird gerne als cremig und leicht nasal beschrieben. Kritiker charakterisieren ihn als zu glatt und sprechen vom „kalifornischen Schönklang“ im Vergleich zum aggressiveren und raueren Charakter eines Marshall-Verstärkers.
Der Mark I durchlebte bis zu seiner Ablösung 1978 durch den Mark II die unterschiedlichsten Varianten (nach der Umbenennung des zweiten Kanals in „Input 1“). Frühere Versionen hatten keinen Reverb-Effekt (Nachhall), spätere besaßen einen grafischen Equalizer (EQ) und auf der Rückseite einen 60-/100-Watt-Umschaltknopf.
Die Reglerleiste (Front-Panel) eines typischen Mark I bietet die Potentiometer:
- Volume 1: als Push-Poti mit der Funktion Gain-Boost für stärkere Signalvorverstärkung
- Volume 2: Pull Bright zur Anhebung des Höhenanteils für brillanteren Klang
- Treble (Höhen), Middle (Mitten) und Bass (Tiefen) zur Klanganpassung
- Master: Gesamtlautstärke

Später fehlte der Eingang des Kanals 2 und wurde ersetzt durch den Footswitch-Eingang. Damit ließ sich mit einem Fußschalter zwischen dem ersten und zweiten Kanal umschalten. Nach 1976 ließen sich auch Boost und EQ mittels Fußschalter ein- und ausschalten. Die Lautsprecher der früheren Modelle des Mark I (etwa bis 1977) besaßen einen 12-Zoll-Lautsprecher der Firmen Vega, Eminence, EVM 12L oder JBL. Später gab es, durch eine Sonderanfertigung für die Rolling Stones, auch einen Altec-Lansing Speaker.
Die bekanntesten Benutzer von Mesa/Boogie-Amps sind Carlos Santana, Larry Carlton, Robben Ford, Eric Johnson, Keith Richards und Pete Townshend.
Seriennummern
- Mark I 1x12: A0001–A2999 = 2999 Mark I
- Mark I 1x15: B001–B300 = 300 Mark I

Von 1971 bis 1978 wurden 3.299 Verstärker der Serie Mark I produziert.

##### Mark IV

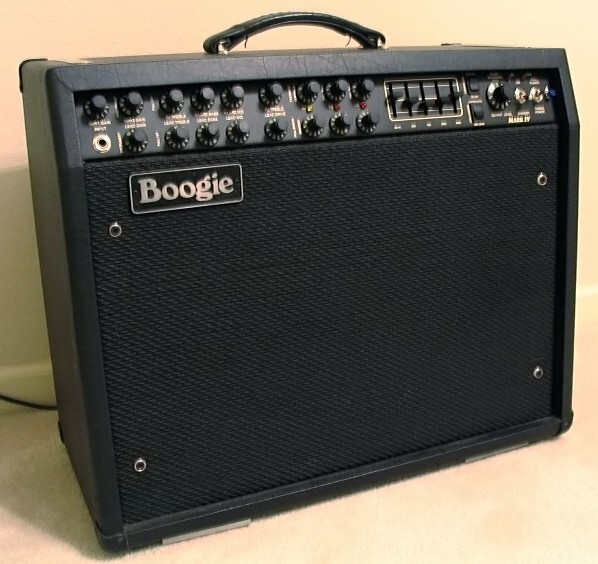
Mark-IV-Comboverstärker

Der 1989 auf den Markt gebrachte Mark IV ist der erste dreikanalige Gitarrenverstärker von Mesa/Boogie, bei dem sich jeder Kanal klanglich größtenteils getrennt einstellen lässt.
Der Mark IV bietet unverzerrten Klang bis leicht bluesigen Sound im Fender-Stil mit einer klanglichen Bandbreite zwischen jazzigem und bissigem Funk, angezerrtem Sound mit weitreichenden Variationsmöglichkeiten, sowie einen Lead-Sound mit deutlicher Verzerrung. Hinzu kommt ein Einschleifweg für Effektgeräte und der grafische Boogie-5-Band-Equalizer. Diese große Klangvielfalt sowie die sehr kurzen Umschaltzeiten zwischen den einzelnen Kanälen haben diesem Verstärker unter Gitarristen sehr beliebt gemacht.
Erhältlich ist der Mark IV als Topteil, Long- und Short-Head (mit Rack-Kompatibilität) mit der 85 Watt starken Simul-Class-/Class-A-Endstufe und in Kombination mit einem modifizierten Celestion- oder Electro-Voice-12-Zoll-Lautsprecher. Mittlerweile existiert eine überarbeitete 85-Watt-Version mit leicht verändertem Klang und parallelem Effektweg.
Zu den bekanntesten Gitarristen, die den Mark IV nutzen bzw. nutzten, gehören unter anderem Kirk Hammett und James Hetfield von der Band Metallica, Dexter Holland und Dream-Theater-Gitarrist John Petrucci. Angus Young (AC/DC) spielte ebenfalls in den 1990er-Jahren mit Mesa/Boogie.

##### Mark V
Im Januar 2009 präsentierte Mesa auf seiner Website den neuen Mesa/Boogie Mark V. Er bietet einige Neuerungen und erweiterte Einstellmöglichkeiten im Vergleich zu seinem Vorgänger. Das Gerät hat drei getrennte Kanäle, einen Federhall, Fünfband-EQ sowie einen parallelen Effektweg. In jedem Kanal ist die Leistung und Verschaltung der Endstufe wählbar (10-Watt-Class-A, 45-Watt-Class-A/-B, 90-Watt-Simul-Class).

##### Mark Five:25
2014 kam der kleine Bruder des Mark Vs heraus. 2 Kanäle mit je zwei Sounds per Fuß schaltbar, jeweils schaltbar zwischen 10 und 25 W; der zusätzliche 5-Band-EQ, auch per Fußschalter bedienbar, und das Speaker-Load mit simulated-XLR-Ausgang sind am Board sowie FX-Loop und Reverb. Röhren: 2 Endstufenröhren EL84, 6 Vorstufenröhren 12AX7.

##### Mark Five:35
Nach dem Erfolg des Mark V:25s kam Anfang 2016 der Mark Five:35 heraus. 2 Kanäle per Fuß schaltbar (je 10/25/35 W), der zusätzliche 5-Band-EQ auch per Fußschalter bedienbar, Speaker-Load mit simulated-XLR-Ausgang und nunmehr größerem Fußschalter (CH1/2, EQ on/off, Solo 1, Solo 2). 4 Endstufenröhren EL84, 6 Vorstufenröhren 12AX7.

##### Mark VII
Anfang 2023 wurde der Mark VII vorgestellt und damit die sechs in der Nummerierung übersprungen. Er verfügt über drei separate Kanäle, die jeweils mit einem eigenen Dreiband-Toneregler (Pre-Gain), Gain-, Master- und Presence-Regler ausgestattet ist. Jeder Kanal hat zudem drei Modi und unterstützt die MultiWatt-Funktion, mit der die Leistung pro Kanal auf 90, 45 oder 25 Watt eingestellt werden kann. Der Verstärker bietet zahlreiche Klangvarianten, die auf früheren Verstärkern der Mark-Serie basieren, darunter zwei neue Modi: Mark IIB auf Kanal 3 und Mark VII auf Kanal 2. Neu für die Mark-Serie war auch die Mesa CabClone IR-Technologie, die es ermöglicht, den Amp lautlos ohne eine externe Last zu betreiben und mit kanalzuweisbaren Impulse Responses (IRs) direkt für Silent Recording zu verwenden.

#### Caliber-Serie
Die Caliber-Serie kam im November 1985 heraus, das erste Model war studio caliber.22. Das waren die ersten preiswerten Low-Wattage-Amps. .38 special (mit vier el84-Röhren, 38 Watt) und .50 caliber (zwei 6l6-Röhren, 50 Watt) waren im Product Guide von 1986 aufgelistet. Das el84-Modell kam im Januar 1987 heraus und wurde bis Ende 1988 produziert. Daraufhin wurden diese von .50 caliber mit 6L6-Röhren mit Pull-Channel-Switch von mind. 1990 bis 1993 unter dem Namen .50+ cal ersetzt (caliber .50+ Kombo mit 2 x 6L6, Push-Pull Volume Poti, 9-21-90 Signatur auf Chassis / 8.90 auf PCB). 1993 wurden diese wiederum von Dual-Caliber-Amps ersetzt. 

#### Nomad-Serie

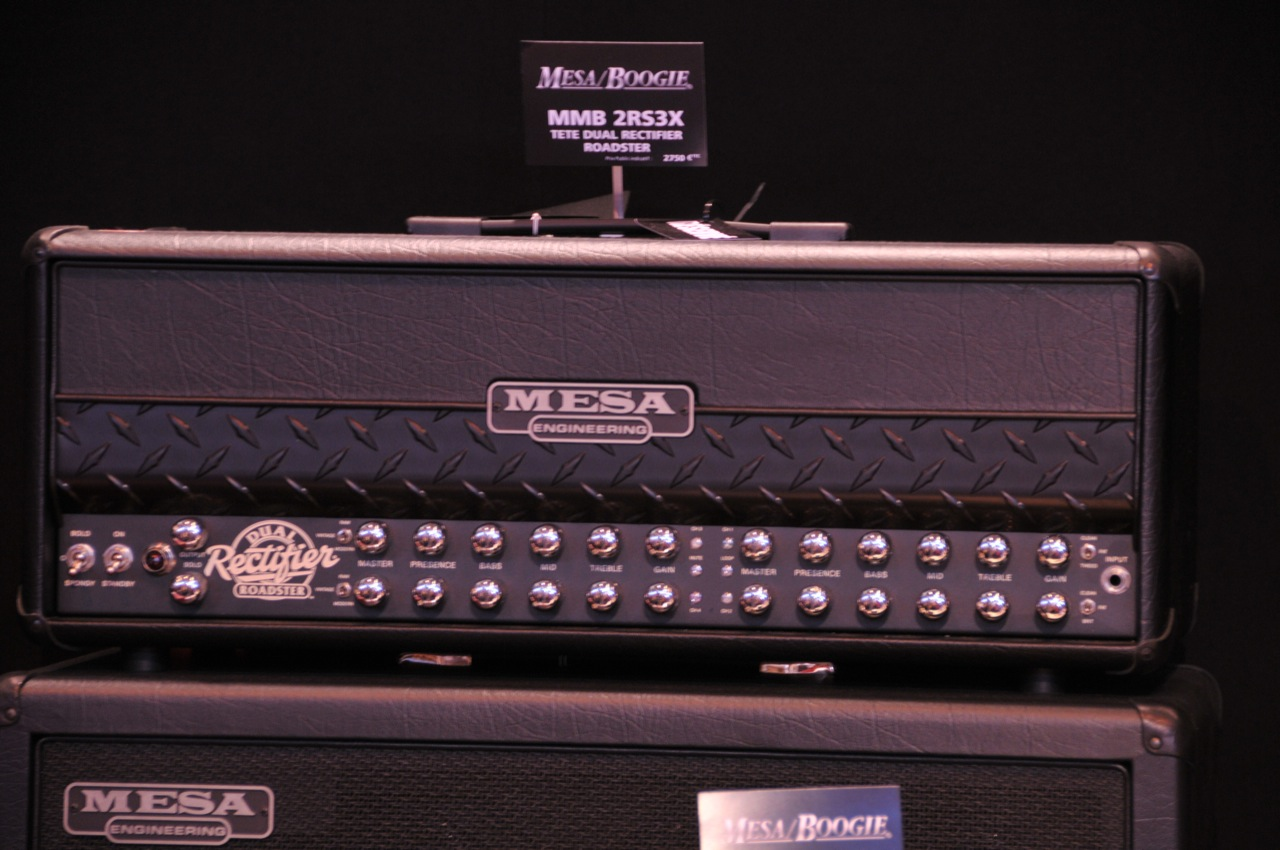
Dual Rectifier Roadster

Die Nomad-Serie löste 1999 die Dual-Caliber-Reihe ab.
Klein, kompakt und vielseitig. “Inspired by the ancient peoples who left the security and comfort of their villages and set out in search of answers and deeper meaning to life, these amplifiers are vehicles of exploration” (aus dem Vorwort im Benutzerhandbuch Mesa Boogie Owners manual zu den Nomad 45, 55 und 100 Amps).
Die Nomad-Amps gibt es in drei Versionen: 45, 55 und 100 Watt, jeweils als 1 × 12, 2 × 12, und 4 × 10 Combo, sowie als Short- (45/55 W) und Long-Head (100 W).
Der Nomad 45 hat eine Dyna-Watt-Endstufe mit veränderbarer Ausgangsleistung (Normal/Extreme), 5 × 12AX7-A- und 4 × EL84-Röhrenschaltung, der Nomad 55 eine Class-A/-B-Schaltung mit 5 × 12AX7-A und 2 × 6L6, die wahlweise auch mit 2 × EL34-Endröhren bestückt werden kann, der Nomad 100 hat in der Endstufe 4 × 6L6 (wahlweise auch EL34) und bot die Möglichkeit zur Umschaltung von 100 auf 50 W. Die Combos sind mit Celestion-Lautsprechern ausgerüstet.
Die Ausstattung der Amps ist mehr oder weniger identisch und besteht prinzipiell aus drei vollständig voneinander unabhängigen Kanälen. Jeder Kanal verfügt über Regelmöglichkeiten für: Gain, Treble, Mid, Bass, Presence, Master, Reverb sowie Output und Solo Level. Wie bei Mesa/Boogie üblich beeinflussen sich die Regler gegenseitig. Jeder Kanal hat einen zusätzlichen Wahlschalter, der die Klangcharakteristik des Grund-Sounds stark beeinflusst (Chn 1: Clean Normal und Pushed, Chn 2: Vintage Normal und Modern, Chn 3: Modern Normal und Vintage). Wobei bei Chn 2 und 3 die Schaltung bewusst umgekehrt wurde, um eine einfache Steigerung zu Chn 2 zu erreichen. Der Nomad 100 hat zusätzlich einen fünfbändigen „Graphic EQ, (80, 240, 750, 2200, 6600 Hz“).
Anschlüsse: Input, FX Send, FX Return, Recording/Phones Out, Footswitch 7-pol. DIN, Netzkabel, slave to power amp. Der FX-Mono-Einschleifweg (parallel) ist regelbar (FX Mix 100 % = seriell). Speaker out 2 × 4 und 1 × 8 Ω. Der Lautsprecherausgang kann stummgeschaltet werden. Als Effekt steht ein großer "Accutronics-Federhall" zur Verfügung. Die Kanalumschaltung erfolgt über einen Dreh-Schalter auf der Rückseite, ebenso die Einstellung für den Hall pro Kanal. Kanalwahl, Solo Level ein/aus und Hall ein/aus können auch über den zugehörigen Fußschalter bedient werden. Selten bei Rörenamps ist der Headphone out.
Das Soundspektrum ist mit drei Kanälen, den Wahlschaltern sowie mit den zusätzlichen Möglichkeiten (Normal/Extreme beim Nomad 45 und Bias Anpassung beim Nomad 55/100) enorm breit und vielfältig. Es reicht von glasklarem, brillantem Clean im Chn 1 über bluesig-rockigen Crunch im Chn 2 bis zum absoluten Lead-Brett im Chn 3.

#### Rectifier-Serie
Mit der Rectifier-Serie ermöglichte Mesa/Boogie klanglich relevante Möglichkeiten wie die Umschaltung zwischen Dioden- und Röhrengleichrichtung, wobei die Diodengleichrichtung einen härteren und raueren Sound erzeugt. Dieser Zwei-Kanal-„Ur-Rectifier“ wurde später sowohl als Single- sowie Dual- und Triple-Rectifier (50 bzw. 100 bzw. 150 Watt) noch als Drei-Kanal-Version herausgebracht. Die drei Kanäle (Green, Orange und Red) decken entgegen der weitläufigen Meinung nahezu alle charakteristischen Sounds ab. Jeder Kanal hat noch unterschiedliche Optionen zur Klanganpassung (Green: Clean/„Pushed“, Orange und Red: „Raw“, „Vintage“ und „Modern“), die per Kippschalter zur Verfügung stehen. Einen besonderen Stellenwert hat der Rectifer in der Hardcore-, Rock- und Metal-Szene erreicht, da er einen kräftigen, satten und aggressiven Klang liefert. Am oberen Ende der Produktpalette steht zurzeit der Dual Rectifer Roadking (120 Watt), ein komplexes Gerät mit vier Kanälen und einfacher Live-Bedienung.
Der Dual Rectifer Roadster bildet das preisliche Bindeglied zwischen dem Dual Rectifer und dem Roadking. Jeder Rectifer bietet die Möglichkeit die Röhren zwischen Typ 6L6 und EL34 zu wechseln.
Das neueste Mitglied der Rectifier-Familie ist der Mini Rectifier, ein sehr kleines und leichtes Vollröhrentopteil mit einer Leistung von 25 Watt. Der Mini Rectifier bietet zwei getrennte Kanäle und eine MultiWatt-Endstufe, die zwischen 25 Watt und 10 Watt umschaltbar ist.
Nomenklatur:
Dual-Rectifier bedeutet, dass dieser Amp zwei wählbare Arten der Gleichrichtung hat: Röhren- oder Diodengleichrichtung. Der Single-Rectifier hat nur eine Art der Gleichrichtung: Die Diodengleichrichtung. Dagegen hat der Triple-Rectifier nicht drei Gleichrichterarten, sondern hier wurde die Anzahl der Gleichrichterröhren für den Namen gewählt, von denen dieser drei Stück wegen der benötigten Leistung besitzt.
Mit dem Badlander veröffentlichte Mesa/Boogie 2020 eine aktuellere Interpretation der klassischen Rectifier. Der wesentliche Unterschied zu den älteren Bauarten ist ein strafferer Bassbereich und die moderne Ausstattung. So besitzt er ein Direct Out der Impulse Responses zur Emulation einer Gitarrenbox verwendet. Die acht verfügbaren IRs können per USB ausgetauscht werden. Die Badlander Verstärker haben zwei identische Kanäle, jeweils schaltbar zwischen Clean, Crunch und Crush und mit Reglern für Gain, Bass, Middle, Treble, Presence und Master. Der Badlander ist als 100-Watt-Topteil oder 19"-Rackmount und in 50 Watt als 1x12"-Combo (mit Celestion Creamback 65), Topteil und Rackmount erhältlich.

#### Stiletto-Serie
Für die Freunde des ganz traditionellen britischen Sounds brachte Mesa die Stiletto-Serie heraus (Stiletto Ace: 50 Watt, Stiletto Deuce: 100 Watt und Stiletto Trident: 150 W). Mesa-untypisch ist der Stiletto schon ab Werk mit EL34-Röhren ausgestattet. Die Serie wurde Anfang 2012 abgekündigt. Als indirekter Nachfolger wurden die Transatlantic-/Royal-Atlantic-Modelle angeboten.

#### Express-Serie
Die Express-Serie umfasste zwei sich in der Endstufe unterscheidende Verstärker: Den 5:25 mit maximal 25 Watt aus 2 EL84-Röhren und den 5:50 mit maximal 50 Watt aus 2x 6L6-Röhren. Sowohl der 5:25 als auch der 5:50 waren mittels eines Schalters auf der Geräterückseite zwischen voller Nennleistung (Class-A/-B-Betrieb, Push-Pull) und 5 Watt (Class A Single ended) umschaltbar. Die Vorstufen beider Geräteklassen waren identisch. Es gab zwei Kanäle, welche jeweils über zwei umschaltbare Klangcharakteristiken („Modes“) verfügten. Weiterhin standen ein Röhrenhall und ein serieller Effektweg zur Verfügung.
Den 5:25 gab es als Topteil im klassischen Holzgehäuse oder als 19″-Rackversion, als Combo mit 1x10″-Speaker oder 1x12″-Speaker. Der 5:50 wurde als klassisches Topteil (23″ Breite) und als Combo mit wahlweise einem oder 2 12″-Celestion-Vintage-30-Speakern angeboten.
Die Express-Serie wurde 2012 von der Express-Plus-Serie abgelöst. Zu den wichtigsten Neuerungen zählen ein verbesserter Clean-Kanal, ein 5-Band-Equalizer und die Möglichkeit, die Endstufe pro Kanal in unterschiedliche Betriebsmodi zu schalten (5:25: 5-Watt-Class-A-Single-Ended, 15-Watt-Class-A-Push-Pull, 25-Watt-DynaWatt-Class-A/-B; 5:50: 5-Watt-Class-A-Single-Ended, 25-Watt-Class-A-Push-Pull, 50-Watt-Class-A/-B). Somit ist es möglich, den cleanen Kanal mit voller Leistung und damit maximalem Headrom zu betreiben und im verzerrten Kanal die Leistung der Endstufe zu reduzieren, um von der Endstufenverzerrung zu profitieren. Weiterhin wurde eine fußschaltbare „Solo-Funktion“ integriert, die einen regelbaren Lautstärkeboost darstellt.

#### Lonestar-/Lonestar-Special-Serie

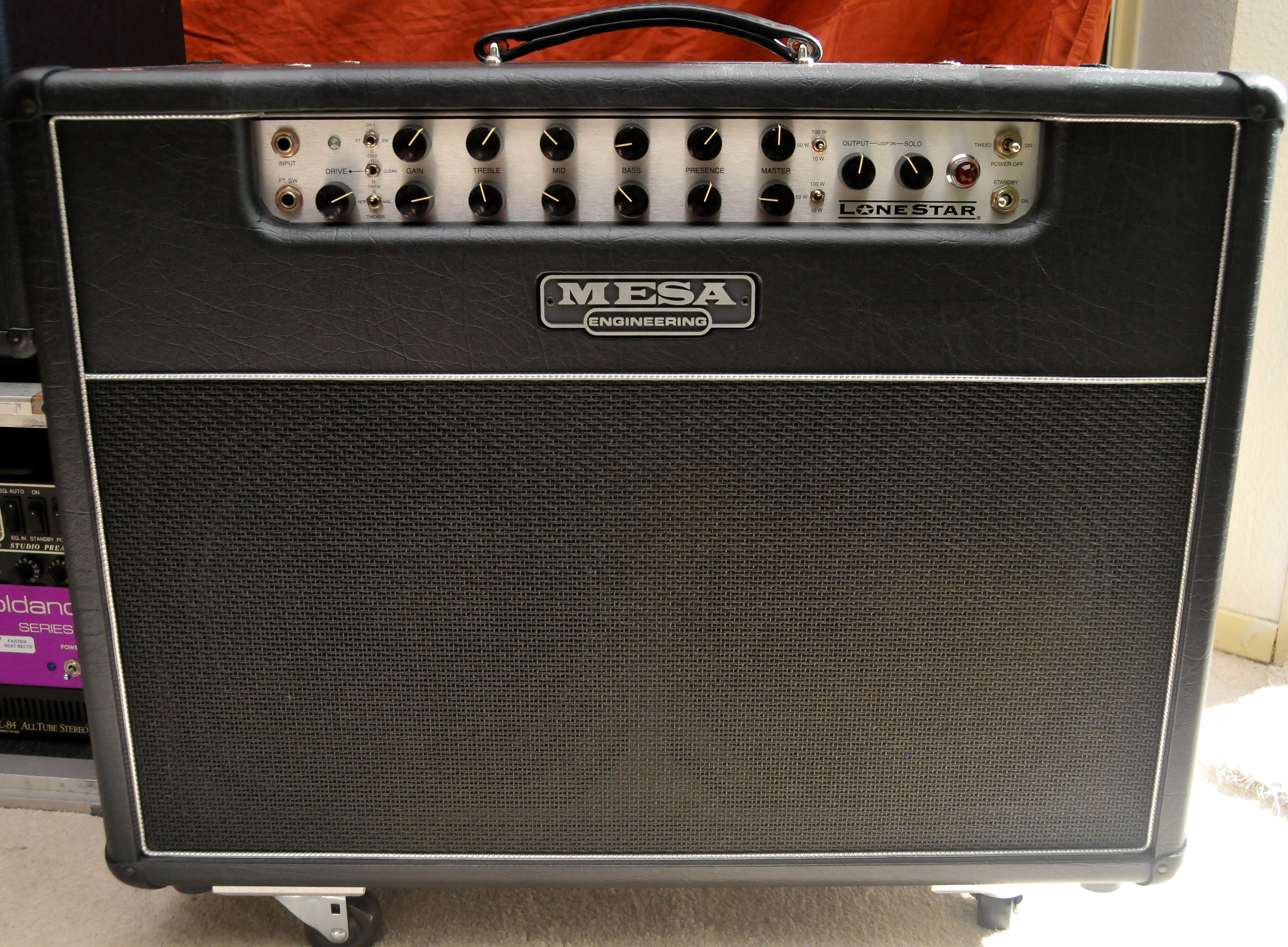
Mesa/Boogie-Lonestar-2x12"-Combo

Der Mesa Boogie Lonestar ist ein zweikanaliger Gitarrenverstärker, der im Gegensatz zu den Rectifier-Geräten eher im Vintage-Bereich beheimatet ist.
Der Lonestar Special ist in der Vorstufensektion identisch mit dem Lonestar, hat allerdings eine Endstufe, die im Class-A-Betrieb mit vier EL84 eine maximale Nennleistung von maximal 35 Watt leistet, während der Lonestar mit 4 6L6-Röhren auf eine maximale Leistung von 100 Watt kommt. Vom Lonestar existieren zwei Revisionen: Die erste lässt sich pro Kanal zwischen 100 Watt und 50 Watt umschalten, während die neuere Revision drei Stufen (10/50/100 Watt) bietet. Auch der Lonestar Special ist in drei Stufen umschaltbar.

#### Transatlantic-/Royal-Atlantic-Serie
Diese Serie umfasst drei Verstärker: Den Transatlantic TA-15, den Transatlantic TA-30 und den Royal Atlantic. Alle sind als Topteil erhältlich, TA-30 und Royal Atlantic auch als Combo. Die Serie wurde im März 2015 offiziell abgekündigt.

#### Electradyne
Entgegen dem Trend zu mehrkanaligen Gitarrenverstärkern ist der Electradyne nur mit einem Kanal ausgestattet. Er bietet jedoch drei auch mit dem Fuß umschaltbare Klang-Voreinstellungen (englisch presets), die mit unterschiedlichen Verzerrungsstufen einhergehen. Die SimulClass-Endstufe leistet 90 oder 45 Watt und lässt sich mit EL34- oder 6L6-Röhren betreiben. Erhältlich ist er als Topteil, 19″-Rackgerät oder -Combo (wahlweise bestückt mit einem oder zwei 12″-Lautsprechern der Marke Celestion).

### Gitarrenvorverstärker (Preamps)

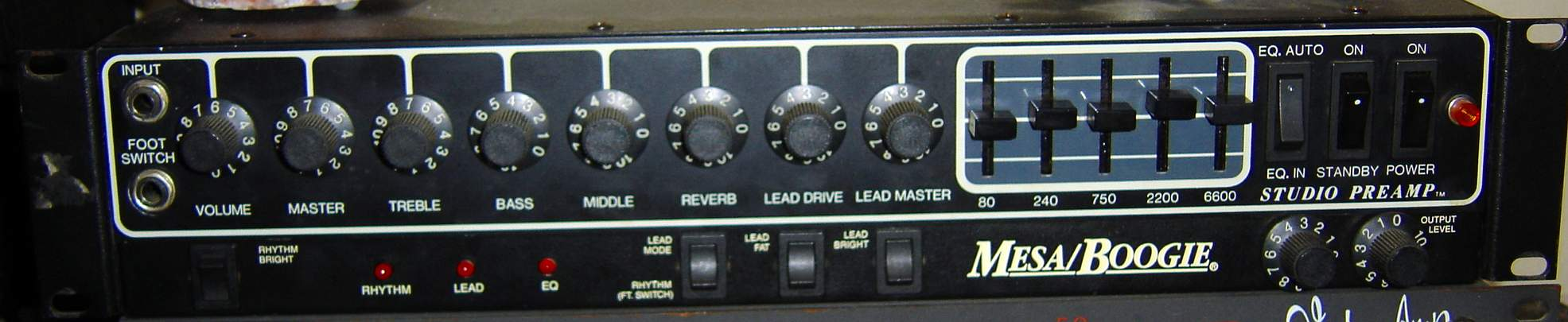
Mesa/Boogie-Studio-Preamp aus den 1980er-Jahren

#### Studio-Preamp
Der Studio-Preamp ist ein zweikanaliger Röhrenvorverstärker im 19"-Format. Beide Kanäle nutzen dieselbe Klangregelung. Ergänzt wird diese durch den Boogie-typischen 5-Band-EQ.

#### Quad
Der Quad-Preamp sind die Vorstufen vom Mark IIC (Channel 1) und Mark III (Channel 2).

#### Triaxis
Der Triaxis ist ein 19"-Röhrenvorverstärker mit vollumfänglichen Programmiermöglichkeiten. Alle Einstellungen können in Presets abgespeichert werden. Alle Einstellungen können per MIDI gesteuert werden.

#### Rectifier-Preamp
Dieser Vorverstärker liefert den typischen Rectifiersound ohne Endstufe und Box und ist für Aufnahmezwecke im Studio optimiert.

### Bassverstärker

#### Bass 400 und Bass 400+
Diese beiden Verstärker für E-Bass wurden in Vollröhrentechnik konstruiert. Der Bass 400 besaß eine Endstufe mit sechs 6L6-Endstufenröhren, der Bass 400+ war mit 12 dieser Röhren ausgestattet.

#### Prodigy 4:88 und Strategy 8:88
Mit diesen beiden Verstärkern knüpfte Mesa Boogie ab 2013 und 2014 wieder an die Tradition der Bassvollröhrenverstärker an. Der Prodigy 4:88 ist mit vier KT88-Endstufenröhren ausgestattet, der Strategy 8:88 weist eine umfangreichere Vorstufe und acht KT88 in der Endstufe auf.